# الخوصر
نهر الخوصر : هو نهر صغير ينبع من قضاء الشيخان وتحديداً من باعذرة وقد حاول الآشوريين تحويل نهر الكومل إليه من خلال المجسرات المائية لكي يصل ماء أكثر إلى عاصمتهم نينوى ولكن فشلت العملية.
وقبل دخول النهر الموصل، أُقيم عليه في سبعينيات القرن العشرين منطقة سياحية تعرف ب(الشلالات) كما أُقيمت سدود صغيرة 
ويعد نهر الخوصر الآشوري من أقدم القنوات الإروائية في الموصل، وحفره الآشوريون في الألفية الثانية قبل الميلاد، ويمتد لمسافة 14 كيلو مترا. وبعد أعمال التطوير عام 2024 عاد النهر إلى وضعه الطبيعي كممر مائي يصب في نهر دجلة بعد أن كان مكبا للنفايات على مدى العقود الأربعة الماضية. وأخيرا يصب في نهر دجلة في مركز مدينة الموصل قرب الجسر العتيق. وقد يشهد النهر في بعض السنوات فيضانات مهمة كما حدثت في سنوات 1963 و 2013 و 2018.
وهناك ستة جسور فوق الخوصر في الموصل، وهي:
- المثنى
- السكر
- الزهور
- السويس (بني سنة 1955 م)[2]
- سنحاريب.
- جسر القناطر قرب المصرف العقاري .